# Genta Omotehara
Genta Omotehara (表原 玄太 Omotehara Genta?, Anan, Tokushima, 28 de febrero de 1996) es un futbolista japonés que juega como delantero en el Tochigi City F. C. de la J3 League.

## Trayectoria

### Clubes
| Club                      | País  | Año       |
| ------------------------- | ----- | --------- |
| Ehime FC                  | Japón | 2014-2016 |
| Shonan Bellmare           | Japón | 2017-2018 |
| Tokushima Vortis (cedido) | Japón | 2018      |
| Tokushima Vortis          | Japón | 2019-2020 |
| Matsumoto Yamaga F. C.    | Japón | 2021-2022 |
| Tochigi City F. C.        | Japón | 2022-     |